# Ulica Sandomierska w Stalowej Woli
Ulica Sandomierska – jedna z ulic Stalowej Woli. Na całej swojej trasie jest jednojezdniowa. Rozpoczyna się na skrzyżowaniu z ulicami Brandwicką i Broniewskiego przy Muzeum Regionalnym. Ulica biegnie w kierunku zachodnim aż do skrzyżowania z ulicą Podskarpową i granic miasta. Jej przedłużenie stanowi jednojezdniowa droga krajowa nr 77 w kierunku Sandomierza. Przed budową ulicy Podskarpowej (obwodnicy miasta) stanowiła ciąg drogi krajowej nr 77.